# Vellefrie
Vellefrie é uma comuna francesa na região administrativa de Borgonha-Franco-Condado, no departamento de Alto Sona. Estende-se por uma área de 5,91 km². Em 2010 a comuna tinha 127 habitantes (densidade: 21,5 hab./km²).